# 小扎吉爾齊
50°21′52″N 25°40′10″E / 50.36444°N 25.66944°E
小扎吉爾齊（烏克蘭語：Малі Загірці），是烏克蘭的村落，位於該國西北部羅夫諾州，由杜布諾區負責管轄，面積0.22平方公里，海拔高度206米，2001年人口43，人口密度每平方公里198.2人。